# Gmina Jedlnia-Letnisko
Die Gmina Jedlnia-Letnisko ist eine Stadt-und-Land-Gemeinde im Powiat Radomski der Woiwodschaft Masowien in Polen. Sie hat etwa 12.900 Einwohner. Ihr Sitz ist die gleichnamige Stadt mit nahezu 4.000 Einwohnern.

## Geographie
Die Gemeinde liegt im Süden der Woiwodschaft und grenzt im Westen an die Großstadt Radom sowie im Nordosten an die Stadt Pionki. 

## Geschichte
Die Landgemeinde Jedlnia-Letnisko wurde 1973 aus Gromadas neu gebildet. Sie gehörte von 1975 bis 1998 zur Woiwodschaft Radom, der Powiat war in dieser Zeit aufgelöst. Jedlnia-Letnisko erhielt zum 1. Januar 2022 die Stadtrechte und die Gemeinde ihren heutigen Status. Eine Vorgängergemeinde war die Landgemeinde Gzowice, die 1954 in Gromadas aufgelöst wurde. 

## Gliederung
Zur Stadt-und-Land-Gemeinde (polnisch gmina miejsko-wiejska) Jedlnia-Letnisko gehören die Stadt sowie Dörfer und Ortsteile mit den folgenden 21 Schulzenämtern (sołectwa):
Aleksandrów
Antoniówka
Cudnów
Dawidów
Groszowice
Gzowice
Gzowice-Folwark
Gzowice-Kolonia
Jedlnia-Letnisko
Lasowice
Maryno
Myśliszewice
Natolin
Piotrowice
Rajec Poduchowny
Rajec Szlachecki
Sadków
Sadków-Górki
Siczki
Słupica
Wrzosów
Das kleinere Dorf Gzowskie Budy hat kein Schulzenamt.